# Victor Masson
Victor Masson est un négociant en vins français, fondateur et dirigeant de la société Winemasson (également désignée White Masson dans certains documents). Il est principalement connu pour ses activités dans le négoce de grands crus et pour plusieurs affaires judiciaires et commerciales ayant donné lieu à une liquidation judiciaire et à une couverture médiatique importante.

## Parcours
Victor Masson fonde et dirige la société par actions simplifiée unipersonnelle (SASU) Winemasson, basée à Lyon. L’entreprise se spécialise dans le négoce et le courtage de grands crus (Bordeaux, Champagne, etc.).

## Procédures judiciaires

### Liquidation judiciaire
Le 26 juin 2024, le tribunal de commerce de Lyon prononce la liquidation judiciaire simplifiée de la SASU Winemasson.  
La date de cessation des paiements est fixée au 12 septembre 2023. La SELARLU MARTIN (Me Pierre Martin) est désignée comme liquidateur.

### Cour d’appel de Lyon
La société Winemasson conteste ce jugement.  
- Le 4 septembre 2024, la Cour d'appel de Lyon (RG 24/00147) rejette sa demande de suspension de l’exécution provisoire[2].
- Le 5 décembre 2024, la Cour d’appel (RG 24/05452) constate le désistement d’appel de Winemasson, laisse les dépens à sa charge et alloue 2 000 € (article 700 CPC) au liquidateur[3].

### Tribunal judiciaire de Lyon
Le 15 avril 2025, le juge de l’exécution du tribunal judiciaire de Lyon (RG JEX 25/00560) rejette une demande de mainlevée d’une saisie conservatoire pratiquée au profit de la société DT WINE (≈ 100 000 €). L’ordonnance évoque en arrière-plan le rôle de Winemasson dans le litige commercial.

## Affaires médiatisées

### Restaurateur lyonnais
Selon La Revue du vin de France (novembre 2024), Victor Masson est accusé par le restaurateur lyonnais Ismaël Drissi-Bakhkhat d’avoir recueilli plus de 200 000 € d’investissements fondés sur des promesses de rendement de 20 % non tenues. Le montant total évoqué par les plaignants atteindrait 472 000 €. Une plainte pour abus de confiance est déposée en 2023.  
Victor Masson conteste les accusations et affirme avoir lui-même été victime d’extorsion.

### Marchand de vins de Megève
La même revue rapporte qu’en 2023, le marchand de vins Nicolas Bally (Megève) accuse Victor Masson d’avoir encaissé environ 30 000 € pour l’achat de champagnes (dont des cuvées Jacques Selosse) jamais livrés. Le litige se solde par le remboursement de la somme après plus d’un an de procédure, les paiements initiaux ayant été effectués par des chèques sans provision.  
Masson réfute ces accusations, invoquant un défaut de paiement du client.

## Réception
Ces affaires ont suscité une large couverture médiatique dans la presse spécialisée et régionale. Les articles mentionnent des pratiques contestées dans le négoce de vins, tandis que Victor Masson rejette les accusations et met en avant l’existence de litiges commerciaux bilatéraux.